# Jules Géhéniau
Jules Géhéniau (* 31. März 1909 in Deux-Acren; † 11. Juni 1991 in Brüssel) war ein belgischer theoretischer Physiker. Er war Professor an der Freien Universität Brüssel.
Geheniau, der in Ath die höhere Schule besuchte, studierte 1927 bis 1931 an der Freien Universität Brüssel und wurde dort bei Théophile de Donder promoviert. Im Zweiten Weltkrieg war er Mitglied des belgischen Widerstands. 1964 bis 1966 war er in Brüssel Dekan seiner Fakultät.
Er war von den Untersuchungen französischer Mathematiker und Physiker wie Louis de Broglie beeinflusst und entwickelte in den 1930er Jahren eine Quantenelektrodynamik mit quantisierten Spin-1 Feldern und makroskopischen Feldern. Er befasste sich auch mit klassischer Elektrodynamik, mit Allgemeiner Relativitätstheorie (beeinflusst durch seinen Lehrer De Donder) und mit Heisenbergs vereinigter nichtlinearer Spinor-Feldtheorie von 1957, in die er die Gravitation einzubauen versuchte. Dabei kam es auch zur Zusammenarbeit mit der Münchner Gruppe von Heisenberg. Mit Ilya Prigogine befasste er sich Ende der 1980er Jahre mit thermodynamischen Fragen der Kosmologie.
Er veröffentlichte auch rein mathematische Arbeiten.
Geheniau nahm an mehreren Solvay-Konferenzen teil und war Mitglied des Solvay Instituts. Ab 1950  war er korrespondierendes Mitglied und ab 1957 volles Mitglied der Königlichen Akademie der Wissenschaften von Belgien.
Zu seinen Doktoranden zählt Marc Henneaux.

## Schriften
- Mecanique ondulatoire de l´electron et du photon, Gauthier-Villars 1938